# Fundació ASPACE Catalunya
L'Associació de Paràlisi Cerebral (oficialment i des del 2018 Fundació ASPACE Catalunya) és una entitat fundada el 1959, legalitzada el 1960, a Barcelona per un grup de pares de nens afectats per la paràlisi cerebral, liderats per Josep M. Marcet amb el nom de «Sociedad de Ayuda al Paralítico Cerebral», amb la finalitat de promoure serveis per realitzar tota classe d'activitats dedicades a la investigació, diagnòstic, tractament, rehabilitació, educació, promoció i ajuda a les persones que presentin una paràlisi cerebral o alguna malaltia neurològica o psicològica afí i, a la vegada, promoure l'ajuda a les seves famílies.
Entre altres serveis, l'entitat disposa del Centre Pilot Arcàngel Sant Gabriel i d'un servei de consulta externa específic per a persones amb paràlisi cerebral, l'Escola d’Educació Especial ASPACE, el Centre Ocupacional d'Integració Social i el Centre Integral Montjuïc.
El 1999 va rebre la Creu de Sant Jordi, per ser considerada pionera a tot l'Estat i destacant que a partir de 1997 entre els seus serveis hi ha l'atenció domiciliària.